# Federico Bilbao
Federico Bilbao Solozábal (Guecho, Vizcaya, 6 de enero de 1935), más conocido como Fede Bilbao, es un poeta y exfutbolista español. Jugaba en la posición de centrocampista.

## Trayectoria
Federico debutó el 31 de enero de 1954 en un encuentro de Liga ante el RCD Español. En la temporada 1955-56 tuvo un papel importante en la obtención del título de Liga, destacando sus dobletes ante el Valencia y el Atlético de Madrid. En la temporada 1959-60, después de dos temporadas inactivo por una grave lesión de tibia y peroné, fue cedido al CD Getxo. Regresó al equipo rojiblanco para la siguiente campaña, retirándose al final de la misma.
En 1996 publicó su primer libro de poesía llamado Sonetos de Geografía cercana.
En 2014 fue ganador del IV premio Elías Amezaga.

## Clubes
| Club          | País   | Año       |
| ------------- | ------ | --------- |
| Athletic Club | España | 1954-1959 |
| CD Getxo      | España | 1959-1960 |
| Athletic Club | España | 1960      |

## Palmarés
| Título                     | Club          | País   | Año     |
| -------------------------- | ------------- | ------ | ------- |
| Copa del Generalísimo      | Athletic Club | España | 1955    |
| Primera División de España | Athletic Club | España | 1955-56 |
| Copa del Generalísimo      | Athletic Club | España | 1956    |
| Copa del Generalísimo      | Athletic Club | España | 1958    |

## Obras publicadas
- Sonetos de geografía cercana.
- Dono mis ojos a una mujer.
- El corazón en el alba.
- Sonetos de la sombra herida.
- Paloma blanca de la ría.
- Una palabra en el cristal.
- Hogueras en los espejos de la ría.
- Amanecer en el muelle de Ereaga.
- Octubre en la mar de la Galea.
- Peregrino de Urdaibai.
- Una piedra en el círculo. ISBN 978-84-16809-39-4
- Otoñales rosas de amor. ISBN 978-84-16809-38-7
- ¡Reniego! ISBN 978-84-16809-92-9